# Andrzej Panufnik
Andrzej Panufnik (24. září 1914, Varšava - 27. říjen 1991, Twickenham) byl polský hudební skladatel a dirigent.

## Hlavní díla
- Trio na skrzypce, wiolonczele i fortepian (1934)
- Wariacje symfoniczne (1936)
- Obrazek symfoniczny (1936)
- Uwertura (1936)
- Symfonia nr 1 (1939-40)
- Piec piesni ludowych (1940)
- Symfonia nr 2 (1941)
- Uwertura tragiczna (1942)
- Marsz Jaworzynski (1945-46)
- Nokturn (1947)
- Divertimento wg triow Feliksa Janiewicza (1947)
- Kolysanka (1947)
- Krag kwintowy (1947)
- Sinfonia rustica for eight brass instruments and two string orchestras (1948)
- Warszawski wiatr (1949)
- Suita polska - Hommage à Chopin (1949)
- Suita staropolska (1950)
- Koncert gotycki (1951-52)
- Symfonia Pokoju (1951)
- Uwertura bohaterska (1951-52)
- Kwintet na flet, obój, 2 klarnety i fagot (1952-53)
- Rapsodia (1956)
- Sinfonia elegiaca for orchestra (1957)
- Polonia, orchestral suite (1959)
- Koncert fortepianowy (1961-62)
- Landscape, interlude for string orchestra (1962)
- Autumn Music for chamber orchestra without violin (1962)
- Two Lyric Pieces for young performers (1962-63)
- Sinfonia Sacra for orchestra (1963)
- Song to the Virgin Mary for choir a capella or six solo voices (1964)
- Hommage a Chopin for flute and small string orchestra (1966)
- Jagiellonian Triptych for string orchestra (1966)
- Katyn Epitaph for orchestra (1967)
- Reflections for piano (1968-69)
- Universal Prayer, a cantata for four solo voices, three harps, organ and mixed choir (1968-69)
- Thames Pageant, a cantata for young players and singers (1969)
- Hommage a Chopin, five vocal works for soprano, piano, organ and mixed choir (1969)
- Koncert na skrzypce i orkiestrę smyczkową (1971)
- Triangles for 3 flutes and 3 cellos (1971-72)
- Invocation for Peace, a cantata for children's voices, two trumpets, two trombones (or string and wooden wind instruments) (1972)
- Fanfare for Europe for nine wind instruments (1972)
- Winter Solstice, a cantata for solo voices, choir and instruments (1972)
- Sinfonia concertante for flute, harp and strings (1973)
- Sinfonia di Sfere for orchestra (1974-75)
- String Quartet No. 1 (1975-76)
- Dreamscape, a vocal work for mezzo-soprano and piano (1976-77)
- Love Song [version I] for mezzo-soprano and piano (1976)
- Sinfonia mistica for orchestra (1977)
- Metasinfonia for organ, strings and timpani (1977-78)
- Concertino for timpani, percussion and strings (1979-80)
- Concerto festivo for orchestra (1979)
- Sinfonia Votiva for orchestra (1980-81)
- Paean [version I] for brass ensemble (1980)
- Paean [version II] for 11 instruments (1980)
- String Quartet no. 2 Messages (1980)
- Procession for Peace for orchestra (1982-83)
- Arbor Cosmica, 12 evocations for 12 string instruments (or string orchestra) (1983-84)
- Koncert na fagot i mala orkiestre (1984-85)
- Pentasonata for piano (1984)
- Sinfonia della Speranza for orchestra (1986)
- Song to the Virgin Mary for string sextet (1987)
- String Sextet Trains of Thought (1987)
- Symphony no. 10 (1988)
- Harmony, a poem for chamber orchestra (1989)
- Modlitwa do Matki Boskiej Skępskiej (1990)
- String Quartet no. 3 Wycinanki (1990)
- Love Song [version II] for mezzo-soprano (or soprano), harp (or piano) and string orchestra (1991)
- Koncert wiolonczelowy (1991)